# التنفیلد
التنفیلد (به آلمانی: Altenfeld) یک شهر در آلمان است که در تورینگن واقع شده‌است.

## خصوصیات
التنفیلد ۱۷٫۰۲ کیلومترمربع مساحت دارد ۶۰۰ متر بالاتر از سطح دریا واقع شده‌است.